# Berkenpedaalmot
De berkenpedaalmot (Argyresthia goedartella) is een vlinder uit de familie van de pedaalmotten (Argyresthiidae). De spanwijdte van de vlinder bedraagt 10 tot 13 millimeter. Het vlindertje komt verspreid over Europa en Noord-Amerika voor. De soort overwintert als rups.

## Waardplanten
De waardplanten van de berkenpedaalmot zijn berken, de els en de zwarte els.

## Voorkomen in Nederland en België
De berkenpedaalmot is in Nederland en in België een algemene soort, die verspreid over het hele gebied kan worden gezien. De soort vliegt van mei tot in oktober.